# Louis-Simon le Poupet de la Boularderie
Louis-Simon le Poupet de la Boularderie, né en 1674 à Paris et mort le 6 juin 1738, est un officier de marine, chevalier de Saint-Louis et colonisateur canadien-français.
Louis-Simon le Poupet de la Boularderie s’engagea, en 1693, dans les troupes de la marine. Il servit d’abord comme enseigne et plus tard comme lieutenant sous les ordres du gouverneur de l'Île Royale Philippe de Pastour de Costebelle en poste à Plaisance sur l'île de Terre-Neuve. Il participa activement aux combats contre les Anglais, de 1696 à 1697 sous le commandement de Pierre Le Moyne d'Iberville.
En 1702, il épousa Madeleine Melançon à Port-Royal en Acadie et ils eurent au moins deux enfants, Antoine et Marie-Madeleine.
Il se détourna de la Marine de guerre pour la marine marchande. En 1713, lors de son passage à Québec où il devait prendre une cargaison, il se laissa persuader par Bégon de transporter les troupes et les ravitaillements dont avait grand besoin le gouverneur de l'Île Royale Joseph de Monbeton de Brouillan que la cour de France avait envoyé en Acadie prendre possession de l’île Royale et fonder le port de Louisbourg.
L'Île Boularderie, qui porte son nom, est une île de la province de Nouvelle-Écosse, au Canada. L'île se situe dans le Lac Bras d'Or, qui se trouve lui-même dans l'Île du Cap-Breton. Le nom provient de Louis-Simon le Poupet de la Boularderie, qui avait obtenu une concession de cette région au nom du Roi de France.